# Canalul auditiv
Canalul auditiv (meatus auditor extern, latină - meatus acusticus externus) este un tub care conectează urechea externă cu urechea medie. Canalul auditiv uman se extinde de la pinna până la timpan și are aproximativ 35 mm lungime și între 5 și 10 mm diametru.

## Galerie de imagini

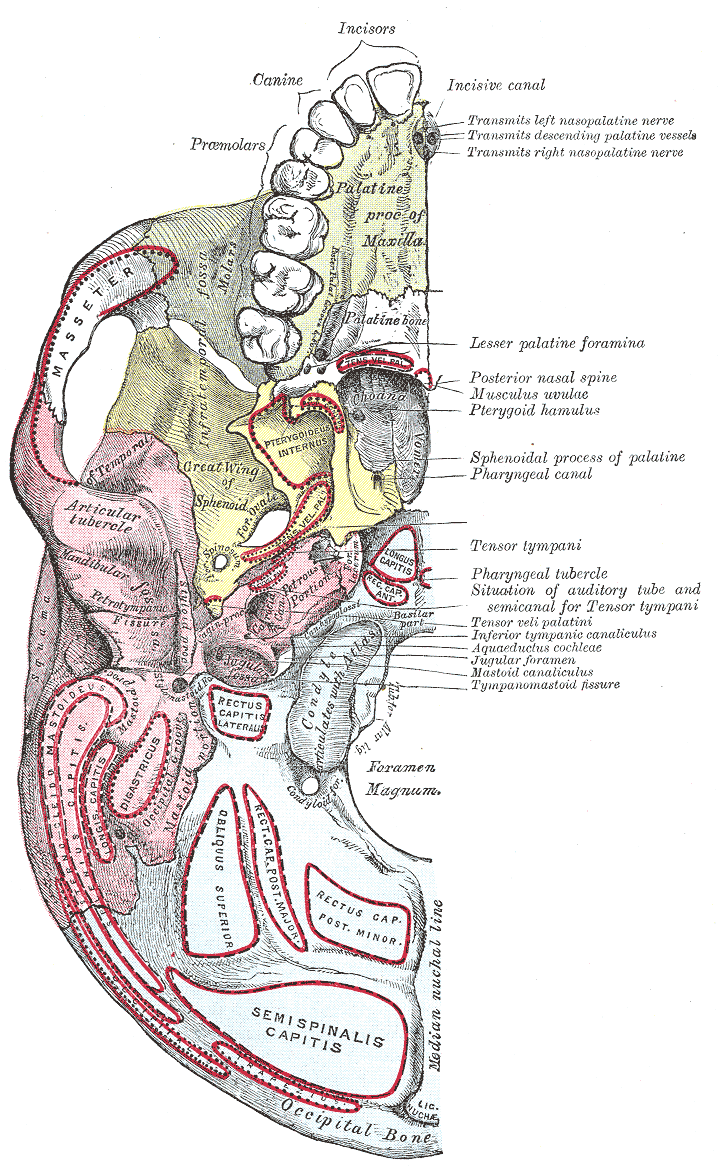
Baza craniului, suprafața interioară
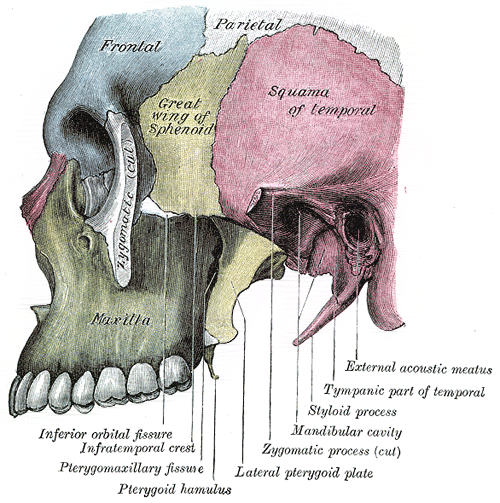
Fosa stângă infratemporală
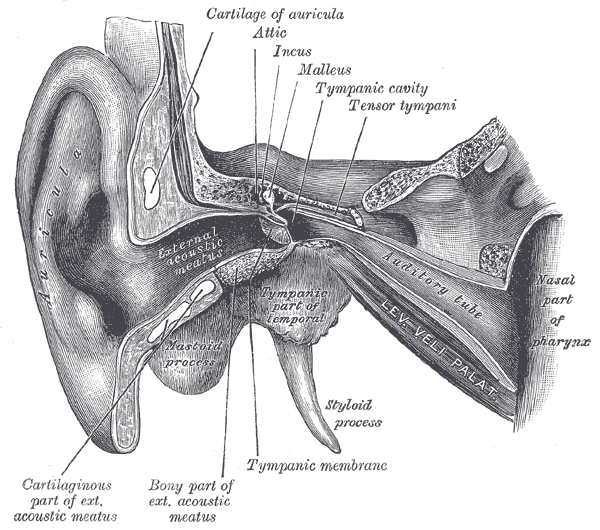
Urechea externă și medie, partea dreaptă
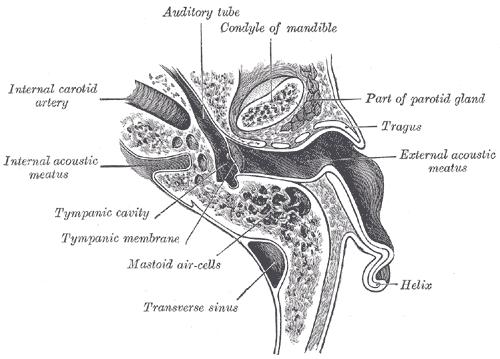
Secțiune orizontală prin urechea stângă